# ارگ محمد خان
ارگ محمد خان مربوط به دوره صفوی است و در دهدشت، جنوب شرقی شهر واقع شده و این اثر در تاریخ ۲۵ اسفند ۱۳۷۹ با شمارهٔ ثبت ۳۵۵۳ به‌عنوان یکی از آثار ملی ایران به ثبت رسیده است.